# Betula fruticosa
Betula fruticosa là một loài thực vật có hoa trong họ Betulaceae. Loài này được Pall. mô tả khoa học đầu tiên năm 1776.

## Hình ảnh

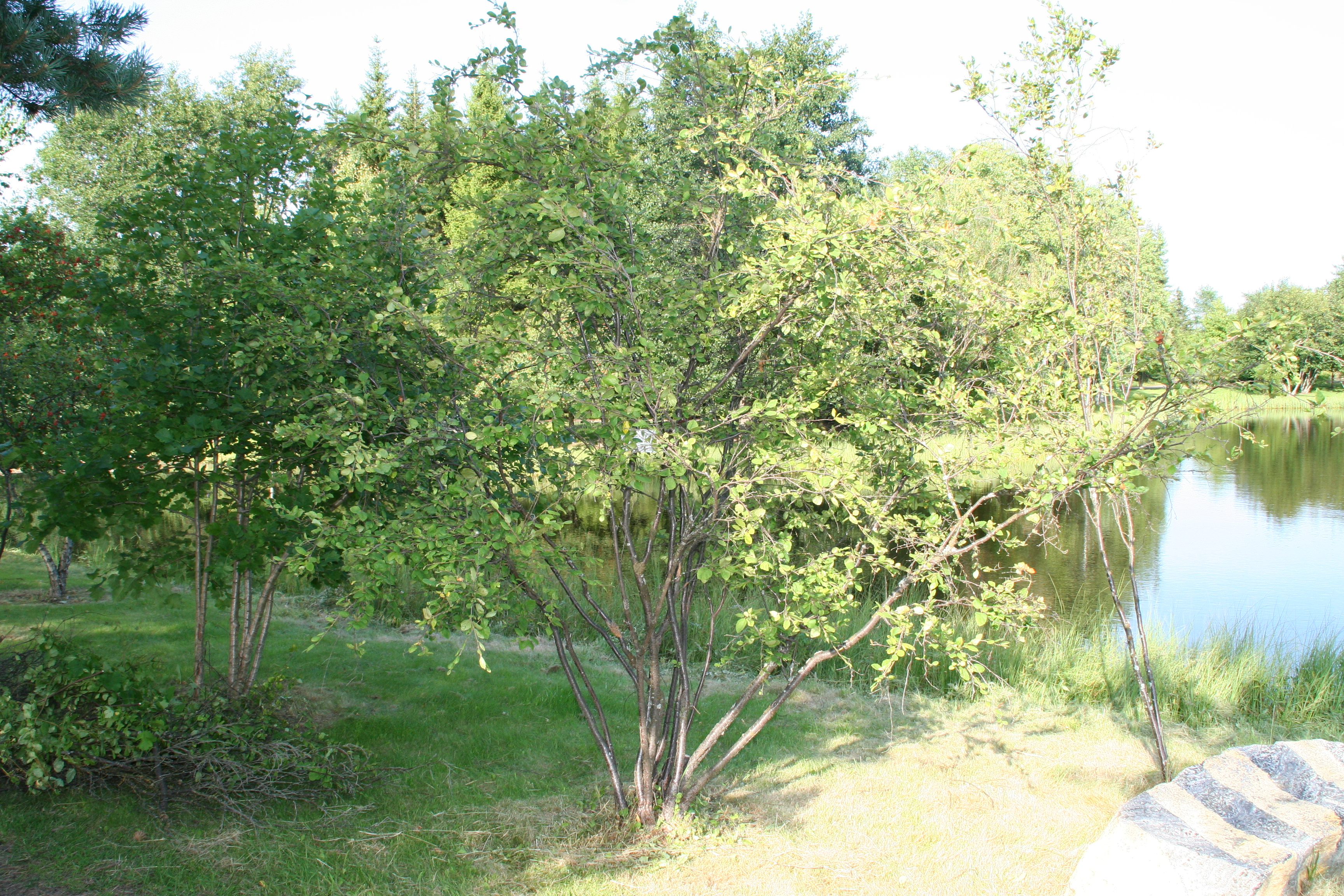
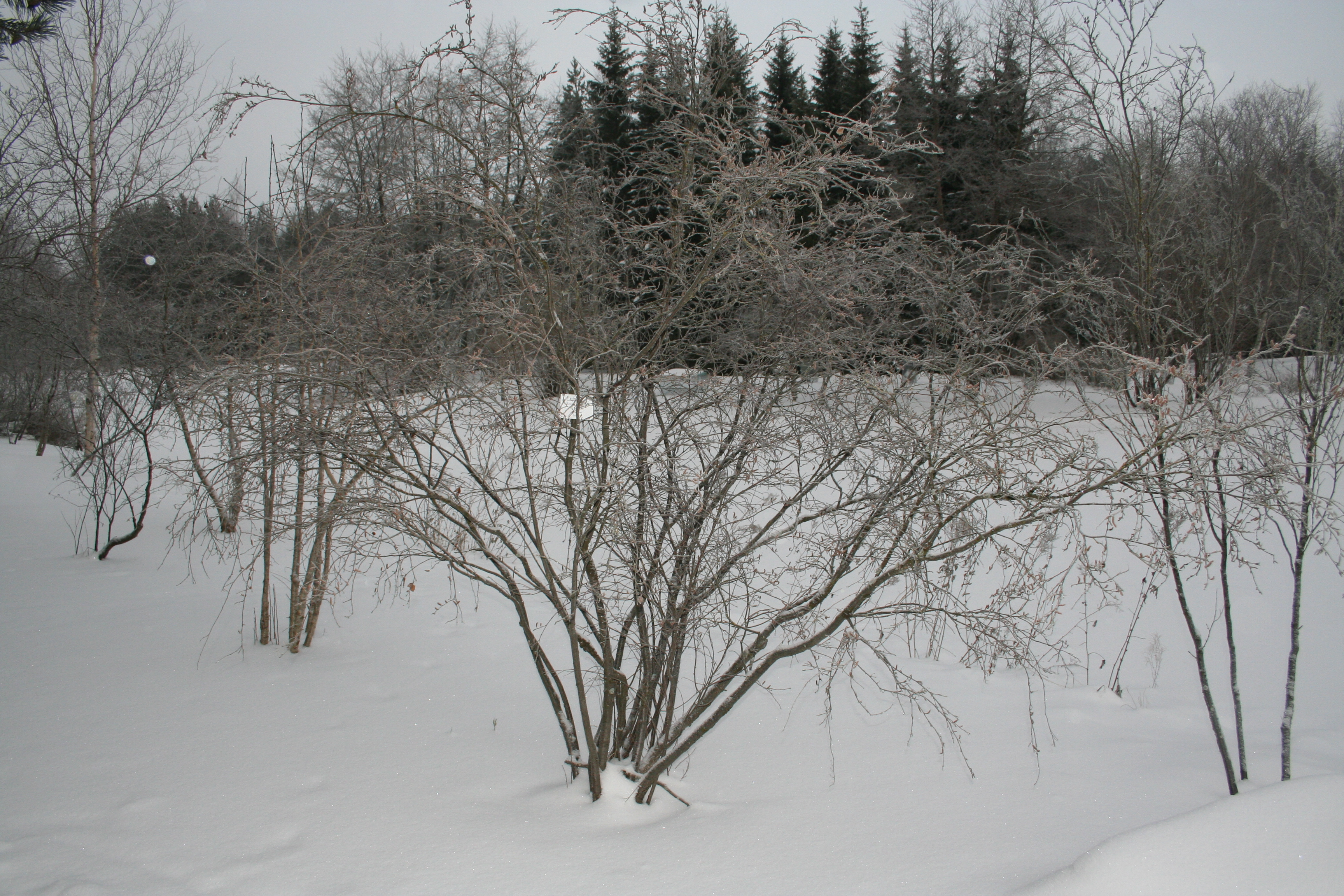
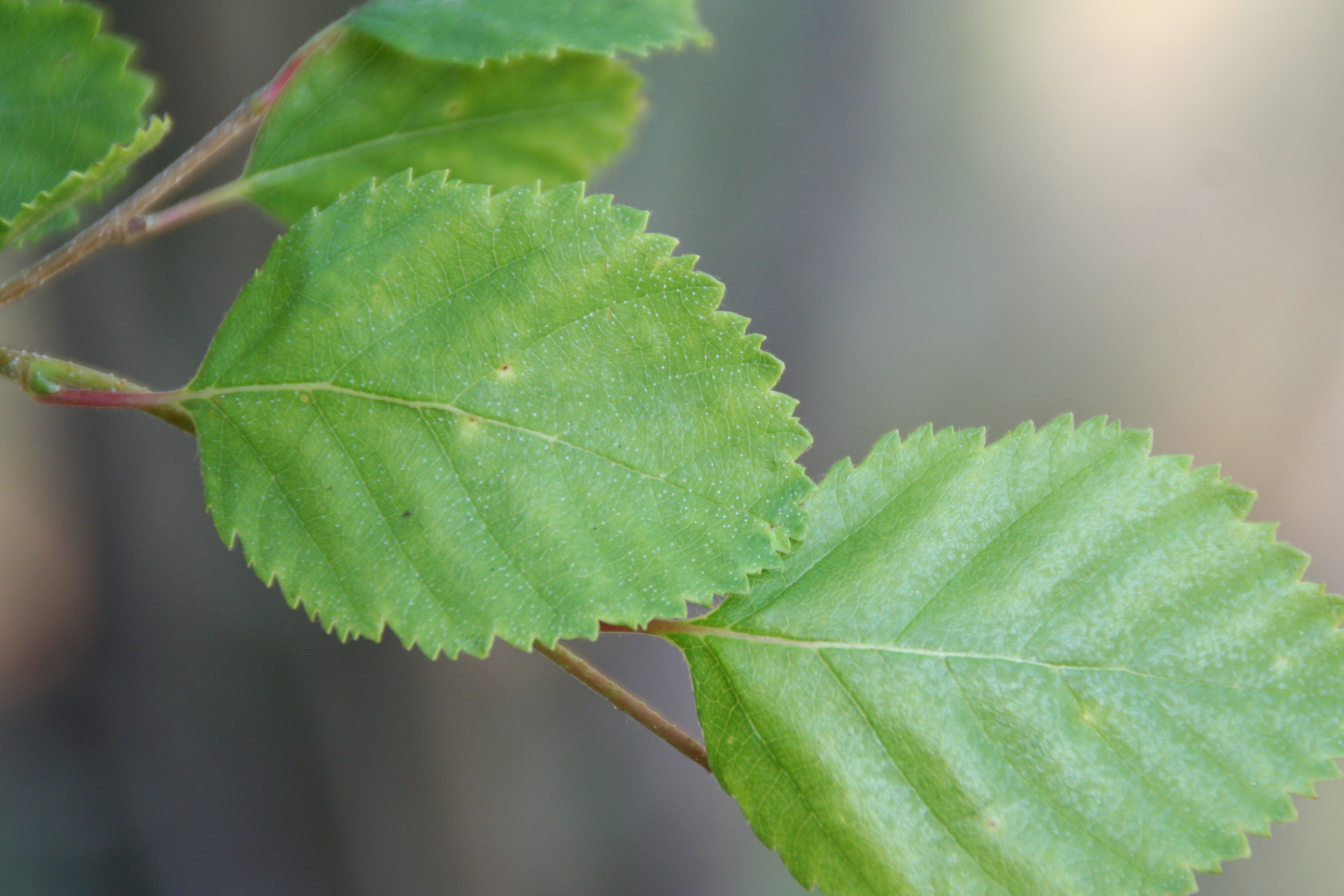
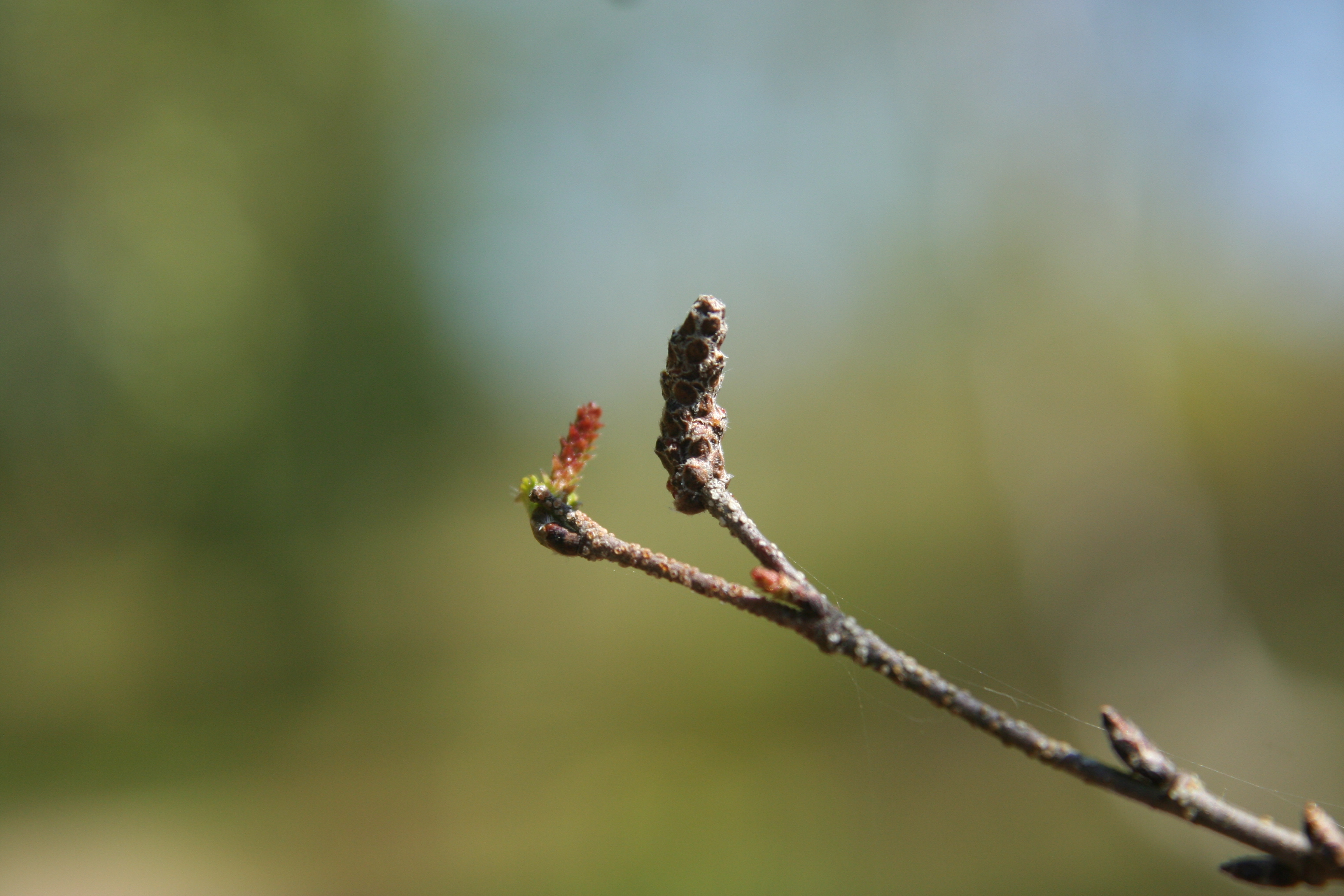